# Tour du dragon
 (août 2025).
La Tour du Dragon (chinois 龙塔, pinyin : lóng tǎ) est une tour de télévision en acier située à Harbin en Chine. La Tour du Dragon a une hauteur de 336 mètres et a été construite en 2000.
La Tour du Dragon a deux salles panoramiques entre 181 mètres et 206 mètres : une salle en forme de disque et au-dessus, une autre en forme de sphère.